# Астроспектрофотометрія
Астроспектрофотометрія — це розділ астрофізики, який вивчає розподіл енергії випромінювання небесних тіл. Цей метод дослідження ґрунтується на аналізі спектрів— розкладанні світла на його складові частини за довжиною хвилі.
Спектрограф— це ключовий інструмент астроспектрофотометрії. Він розбиває світло від зірки на спектр, що надає інформацію про зірку, таку як:
- Температура: За інтенсивністю певних ліній у спектрі можна визначити температуру зірки. Гарячі зірки мають сильні лінії іонізованих атомів, а холодні— нейтральних.
- Відстань: За допомогою спектрофотометрії можна також визначити відстань до зірки, вимірюючи зміщення спектральних ліній, що виникає через ефект Доплера.
- Хімічний склад: Різні хімічні елементи поглинають світло на певних довжинах хвилі, спектр показує, які елементи присутні в атмосфері зірки, це дозволяє досліджувати еволюцію зірок.

## Застосування астроспектрофотометрії
Методом астроспектрофотометрії визначають температуру, хімічний склад, відстань, радіальну швидкість та магнітне поле зірок. Спектроскопія екзопланет дозволяє досліджувати їх атмосферу та шукати ознаки життя. Спектроскопія галактик допомагає досліджувати їх хімічний склад, еволюцію та рухи.

## Переваги астроспектрофотометрії
- Висока точність: Метод дає точну інформацію про фізичні характеристики небесних тіл.
- Широкий спектр застосувань: Астроспектрофотометрія може використовуватися для вивчення різних типів небесних тіл.
- Можливість вивчення далеких об'єктів: Цей метод дає можливість досліджувати об'єкти, які знаходяться на дуже великій відстані.

## Недоліки астроспектрофотометрії
- Вплив атмосфери: Атмосфера Землі може спотворювати спектри небесних тіл.
- Складність: Метод потребує спеціальних знань та обладнання.
- Обмеження за часом: Спостереження за спектрами небесних тіл можуть бути тривалими.